# Novachord
Le Novachord est considéré comme le premier synthétiseur analogique polyphonique commercialisé,,. Incorporant de nombreux circuits et éléments de contrôle que l'on retrouve dans les synthétiseurs modernes, et utilisant la synthèse soustractive pour générer des sons, il a été conçu par les ingénieurs américains John M. Hanert, Laurens Hammond et C. N. Williams, et a été fabriqué par la société Hammond entre 1939 et 1942. 1 069 exemplaires de cet instrument furent vendus durant cette période.

## Caractéristiques
Initialement vendu comme un orgue électronique (par opposition aux modèles à roues électro-mécaniques), le Novachord est en fait construit sur une base très similaire à celle des synthétiseurs analogiques polyphoniques conçus dans les années 1970/1980 soustractive.
Il dispose de 12 oscillateurs maîtres, générant chacune des 12 notes chromatiques (de do à si) de l'octave la plus élevée (technique dite du "TOS" pour Top Octave Synthesizer, utilisée notamment par Korg pour ses machines de la série PS3100/PS3200). Chaque oscillateur est suivi d'une chaîne de diviseurs par deux, générant les notes des octaves inférieures. On dispose donc dans le Novachord d'une source par note (soit 72 sources différentes, une par touche du clavier), permettant ainsi au Novachord d'être entièrement polyphonique (possibilité de jouer les 72 notes simultanément). C'est d'ailleurs la principale différence entre le Novachord et le Solovox (produit par Hammond en 1940), qui ne dispose que d'un seul oscillateur, et ne permet donc de jouer qu'une note à la fois. Les oscillateurs maîtres peuvent être modulés en fréquence par l'intermédiaire d'un circuit à relais "Reed".
On notera une particularité intéressante de la circuiterie du Novachord, qui utilise des diviseurs de type "monostables", construits autour d'un seul tube à vide en lieu et place des diviseurs bistables utilisés en logique binaire qui nécessitent deux tubes à vide par diviseur. Chaque diviseur utilise un circuit RC ajusté précisément pour générer des impulsions sur une fréquence valant exactement la moitié de la fréquence entrante. Ces circuits RC construits avec des condensateurs triés sont sensibles à la chaleur et à l'humidité, rendant le Novachord relativement instable en cas de variation des conditions ambiantes. Hammond a d'ailleurs fait évoluer la construction du Novachord, en prévoyant un petit système de chauffage interne pour limiter l'impact de l'humidité.
Chaque étage générateur (oscillateur maître et diviseurs d'octave) est suivi d'un tube utilisé en amplificateur commandé en tension (VCA). La grille de ces tubes est attaquée par le signal provenant d'un générateur d'enveloppes commandé directement par chacune des touches du clavier. Six formes d'enveloppe sont disponibles, un commutateur situé sur le panneau avant du Novachord permettant de modifier la configuration du circuit sur chaque touche. La circuiterie de commande des générateurs d'enveloppe requiert des tensions élevées (de -300 volts à +270 volts), directement commutées par les contacts sous les touches.
L'ensemble des signaux produits en sortie des amplificateurs commandés en tension est sommé, puis envoyé vers un circuit de filtrage passif statique (à la différence des synthétiseurs où les filtres ont une fréquence de coupure contrôlée en tension). Le circuit de filtrage est unique, et est formé d'un circuit passe-bas, associé à six résonateurs permettant de produire des résonances à fréquence fixes. Ces circuits sont notamment utilisés pour produire un son assez proche d'une voix humaine (qui produirait le son d'une voyelle) sur certaines notes.
Le concepteur du Novachord (Laurens Hammond) a utilisé plusieurs techniques spécifiques pour assurer un taux de panne le plus faible possible et la meilleure stabilité possible. Statistiquement parlant, une machine construite autour de 163 tubes à vide utilisant la technologie des années 1930 présente le risque de tomber en panne au bout de quelques heures de fonctionnement à peine si les tubes étaient utilisés dans les conditions standard de l'époque. Les tubes à vide du Novachord sont sous-alimentés au niveau de la tension de chauffage, qui a été ramenée à 5 V au lieu des 6,3 V standards. Ce choix explique pourquoi certains Novachord ont pu être remis en service au début des années 2000 avec leurs tubes originaux, ces derniers n'ayant que peu vieilli en raison de leur sous-alimentation.
Par ailleurs, l'alimentation haute tension des tubes à vide utilise une structure peu commune, qui est en fait celle d'un amplificateur de puissance, et non pas une simple alimentation filtrée comme les autres appareils à tubes. Cette alimentation utilise un circuit de régulation, assurant une excellente stabilité de la haute tension même en cas de variation de la tension du secteur (les oscillateurs maîtres étant très sensibles à la valeur de la tension d'alimentation).